# Cauayan
Cauayan – miasto na Filipinach. Według danych z 2016 roku liczyło 140 tys. mieszkańców.